# Fresa meccanica ad attacco puntuale

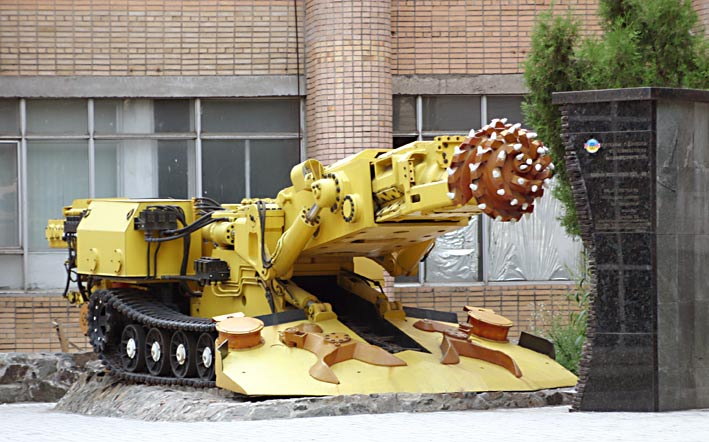
Esempio di una fresa meccanica ad attacco puntuale

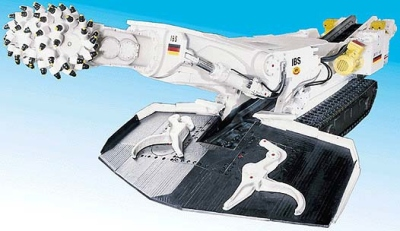
Modello di una fresa ad attacco puntuale

Una fresa meccanica ad attacco puntuale (roadheader in inglese) è un'attrezzatura utilizzata per lo scavo in galleria costituita da una testa di taglio montata nel braccio, seguita da un dispositivo di caricamento che di solito coinvolge un trasportatore e un mezzo cingolato per permettere l'avanzamento dello scavo nella roccia.
La testa di taglio può essere in generale un cilindro rotante montato in linea o perpendicolare al braccio. Un altro tipo di macchine sono le TBM, ovvero a fresa meccanica a piena sezione.

## Tipologie
Esistono due diverse tipologie a seconda della testa di taglio:
- trasversale: ruota parallelamente all'asse del braccio fresa;
- longitudinali: ruota perpendicolare all'asse del braccio fresa.

## I progetti che utilizzano la fresa meccanica ad attacco puntuale
- Big Dig a Boston in Massachusetts;[3]
- Ground Zero Cleanup;[4]
- progetto del tunnel presso l'aeroporto di Addison in Texas;[5]
- Caldecott Tunnel a Oakland in California;[6]
- tunnel di Malmö, in Svezia;
- Confederation Line, Ottawa in Canada.